# 薩因卡
48°32′53″N 28°11′32″E / 48.54806°N 28.19222°E
薩因卡（烏克蘭語：Саїнка）是位於烏克蘭西南部的村莊，由文尼察州裡莫希利夫-波季利斯基区的切爾尼夫齊市鎮負責管轄。該村始建於1580年，面積2.73平方公里，海拔高度179米，2001年人口929，人口密度每平方公里340.67人。